# Armée
Pour les articles homonymes, voir Armée (homonymie).

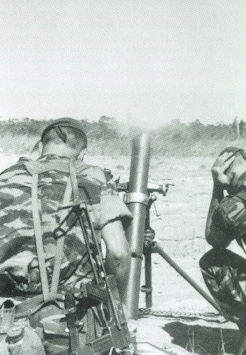
Mortier du 2e régiment étranger de parachutistes de la Légion étrangère en action durant la bataille de Kolwezi, 1978.

Une armée est une organisation structurée d'individus armés visant à conquérir ou à défendre un territoire, détruire ou protéger d'autres unités militaires ou des unités civiles (entreprises, administrations…).
Lorsqu'une armée est organisée par un État, elle est une institution et ses objectifs sont subordonnés aux objectifs politiques de cet État ; on parle alors de l'armée, avec l'article défini.
L'armée peut également s'occuper de divers travaux et remplir diverses fonctions, comme les travaux de déblaiement en cas de catastrophe naturelle ou de police en cas d'occupation.
Enfin, lorsque l'État est en grand danger (par exemple en cas de guerre totale), l'institution militaire prend habituellement une très grande extension, et toute la vie civile est militarisée à des degrés divers.
Lorsque la fusion entre l'appareil d'État et l'appareil de l'armée est complète, on parle de dictature militaire.

## Organisation

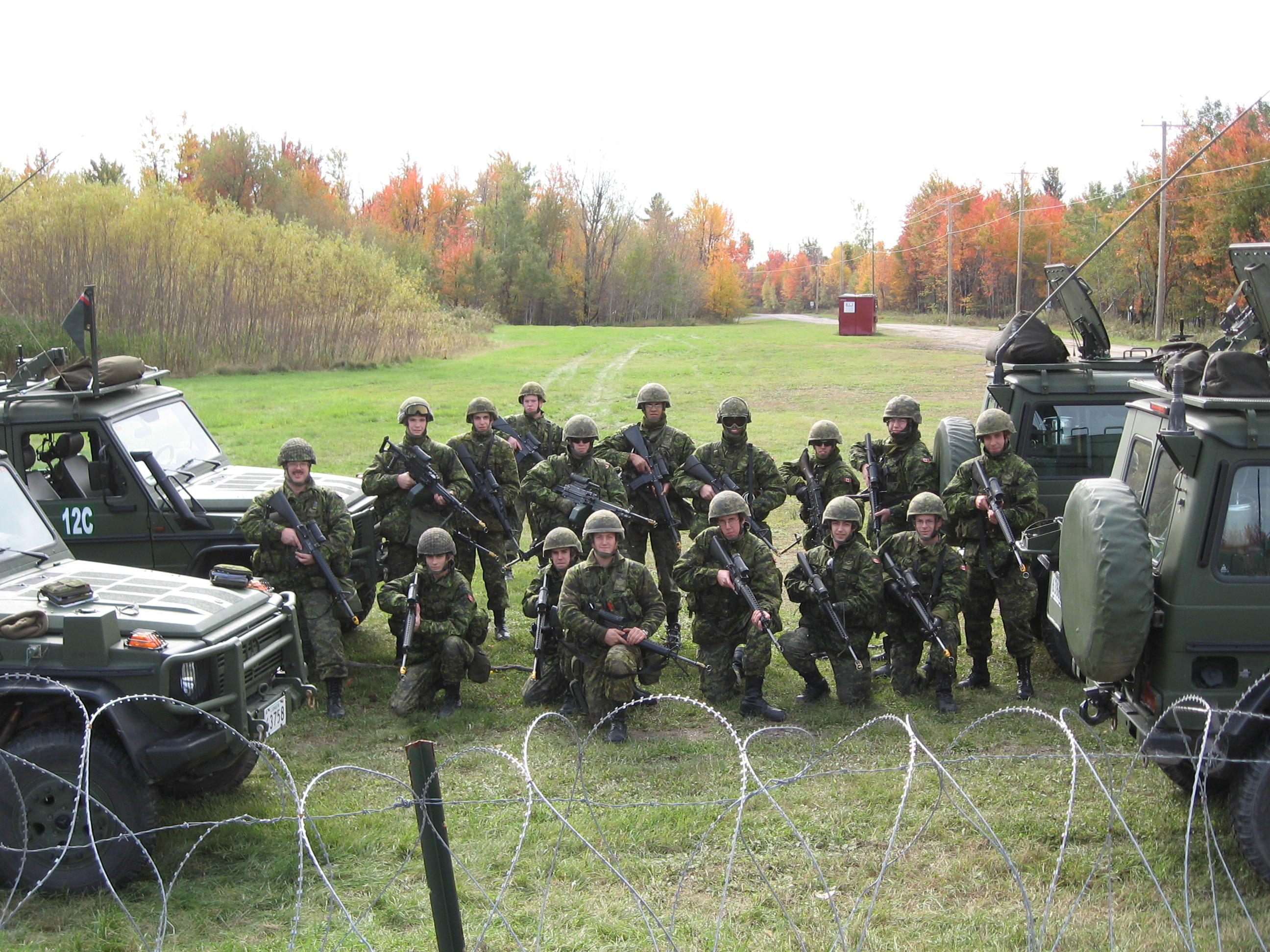
Sherbrooke Hussars, une unité réserviste de blindés canadienne, en entraînement.

Les armées, régulières (émanant d'un gouvernement légitime) et permanentes, sont organisées en armées professionnelles (leurs membres sont des militaires de carrière ou engagés sur contrat) ou en armées de conscription (une partie de leur effectif est composée de conscrits qui effectuent un service militaire).
Elles peuvent être complétées par des réserves, constituées, soit par des civils volontaires ayant reçu une formation spécifique, soit par d'anciens conscrits. Les réservistes sont appelés pour des missions particulières ou en cas de crise.
Historiquement, les armées n'ont pas toujours été permanentes (l'ost du Moyen Âge), ni régulières (franc-tireurs, milices, corsaires…).
Le contrôle politique sur les armées s'exerce généralement par l'intermédiaire d'un ministère de la Défense.
Selon les pays, ces composantes sont plus ou moins indépendantes dans leur domaine d'emploi (terre, mer, air), mais de plus en plus, elles s'intègrent dans une organisation interarmées responsable de la conduite des opérations, de la cohérence des moyens et coiffant un certain nombre de services communs (santé, renseignement militaire, systèmes d'information et de commandement, infrastructures, etc.), chaque armée conservant alors ses prérogatives en matière de préparation et de disponibilité des forces (entraînement et soutien).
Le caractère très organisé d'une armée se traduit par la hiérarchisation de ses membres (les militaires) dans des grades militaires. L'organisation d'une armée est également apparente dans sa propre structure qui, malgré quelques variations locales, reprend presque partout le même schéma et les mêmes règles (chef d'état-major…).
Ce type d'organisation est suffisamment caractéristique pour être entré dans les habitudes communes et une armée est largement synonyme de structure, où respect de l'autorité et obéissance sont la règle. Dans les démocraties modernes, cette notion d'obéissance est limitée au cadre strict des lois en vigueur et des conventions internationales.

## Les différentes forces au sein des armées
Les « Forces armées » d’une nation s'articulent généralement en différentes composantes :
- l'« Armée de terre » ou « Forces terrestres » ou encore « Force terrestre » ;
- l'« Armée de l'air et de l'espace » ou « Force aérienne » ou « Forces aériennes », armée apparue avec l'aviation au cours du XXe siècle ;
- la « Marine » (sous-entendu une marine « nationale », ou « militaire » ou « de guerre » en raison de l'emploi de la majuscule initiale) ou « Force navale » ou « Forces navales » ;
- des services communs, ou interarmées, dont le « Service de santé des armées » qui existe dans l'armée de la plupart des pays.

Les forces de maintien de l'ordre (police) ne font généralement pas partie des forces armées et dépendent d'un ministère de l'Intérieur. Certains pays ont des forces de police sous statut militaire, appelées gendarmerie, comme c'est le cas en France avec la Gendarmerie nationale française.
Il est fréquent que la traduction vers l’anglais (ou vers d’autres langues étrangères) de « Forces terrestres » soit tout simplement « Army » (ou par exemple « Exército » en portugais) ; cette appellation « Army » (ou par exemple « Exército » dans le cas du Portugal ou du Brésil) n'inclut ni les Forces aériennes, ni les Forces navales. Il en résulte que traduire le mot anglais « Army » (ou par exemple le mot portugais « Exército ») vers le français par « Armée » est erroné ; en effet, le mot anglais « Army » (ou par exemple le mot portugais « Exército ») doit se traduire vers le français par « Forces terrestres » ou « Armée de terre ». Inversement, l'expression « Forces armées » — qui désigne l'ensemble des forces armées d’un pays — peut se traduire vers l'anglais par « Military » ou « Armed forces », comme dans « United States Armed Forces » par exemple.

## Histoire

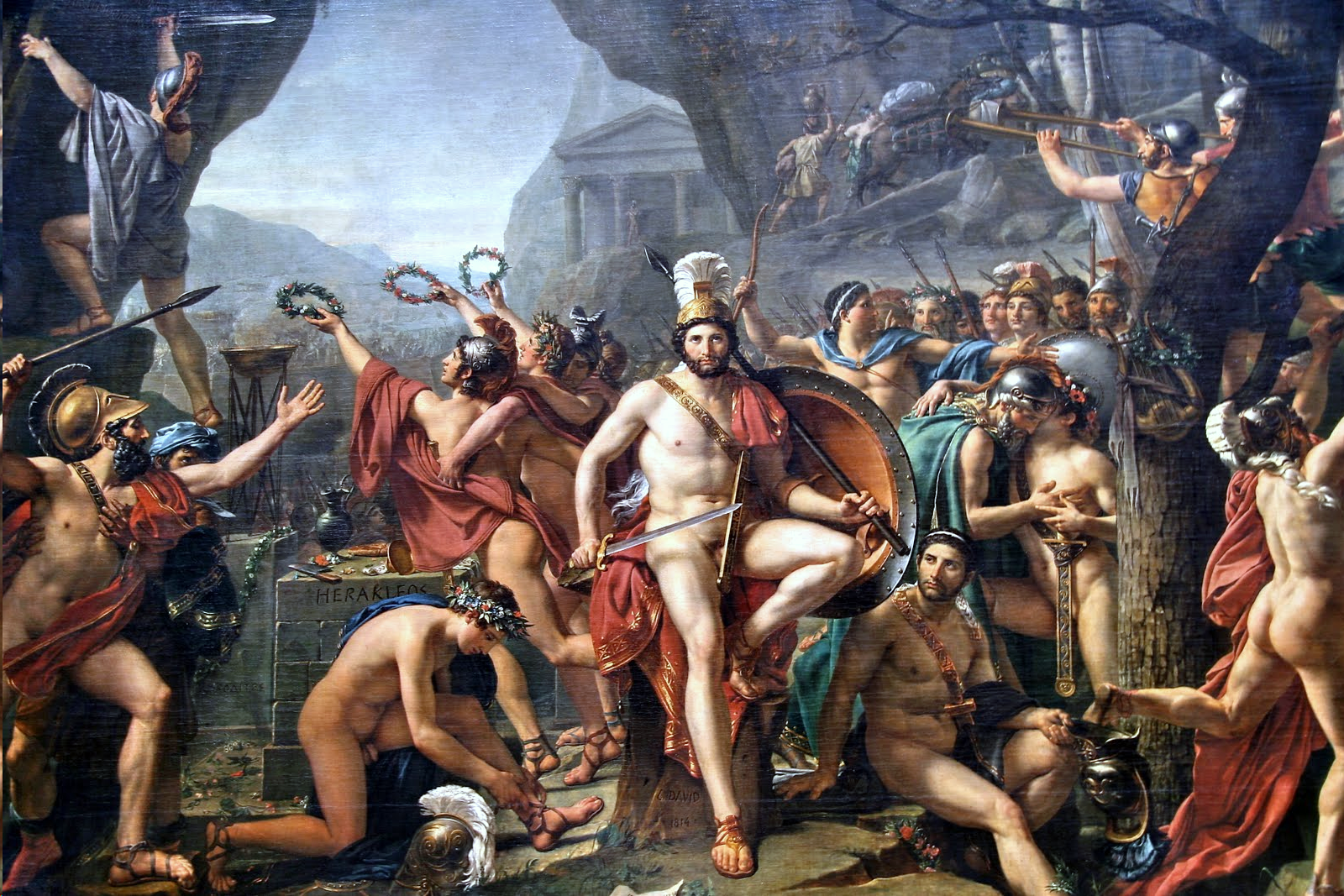
David, Léonidas aux Thermopyles

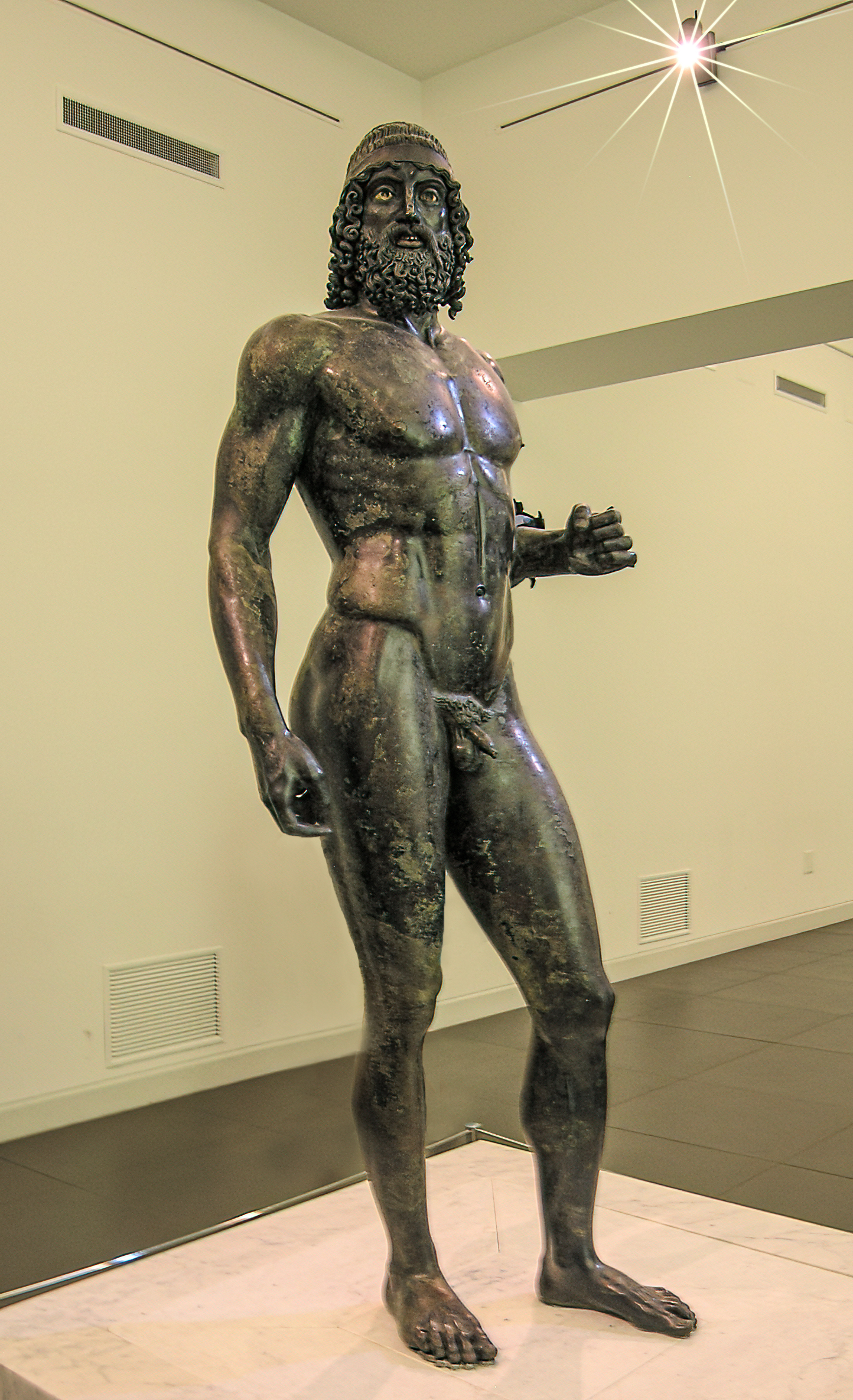
Un guerrier grec antique démontre l'efficacité des régimes d'entraînement physique contemporains.
Bronzes de Riace, 450 av. J.-C

Comme une armée suppose une organisation stable et des infrastructures consacrées aux activités militaires, il n'est pas forcément facile d'identifier la première armée de l'histoire de l'humanité.
Il s'est peut-être agi d'un regroupement plus ou moins organisé (à la limite, une milice) de quelques individus d'un groupe humain ancestral, qui se sont donné (ou ont reçu) la tâche de défendre et protéger le groupe. C'était peut-être une garde pour un monarque et des dignitaires. Ou c'était peut-être un groupe qui s'est organisé pour mener une attaque.
Toutefois, les scientifiques sont toujours à la recherche de traces d'armée organisée ou de guerre sur les sites archéologiques. Il est convenu pour l'instant que les premiers conflits organisés remontent à moins de 10 000 ans en Mésopotamie, mais les informations sont très éparses et difficiles à interpréter avec certitude.
La plus vieille armée encore en exercice, si l'on peut dire, est celle du Vatican. Elle comptait encore en 1977, quatre-vingt-neuf officiers et hommes de troupe, recrutés, depuis 1506, exclusivement dans les cantons suisses germanophones, parmi les hommes ayant accompli leur service militaire. Les troupes pontificales ne sont plus montées au feu des combats depuis leur défaite par les troupes italiennes, survenue en 1870.

## Dictature militaire
Au cours de l'histoire, l'armée fut utilisée par de nombreux dictateurs pour asservir leurs peuples et contrer un régime démocratique, ou pour provoquer des coups d'État. À l’inverse, certaines armées ont provoqué des mutineries et se sont retournées contre leur régime dictatorial, à l’image de l’armée portugaise, durant la révolution des Œillets. Certains pays sont encore aujourd'hui dirigés par une dictature militaire.

## Médailles militaires

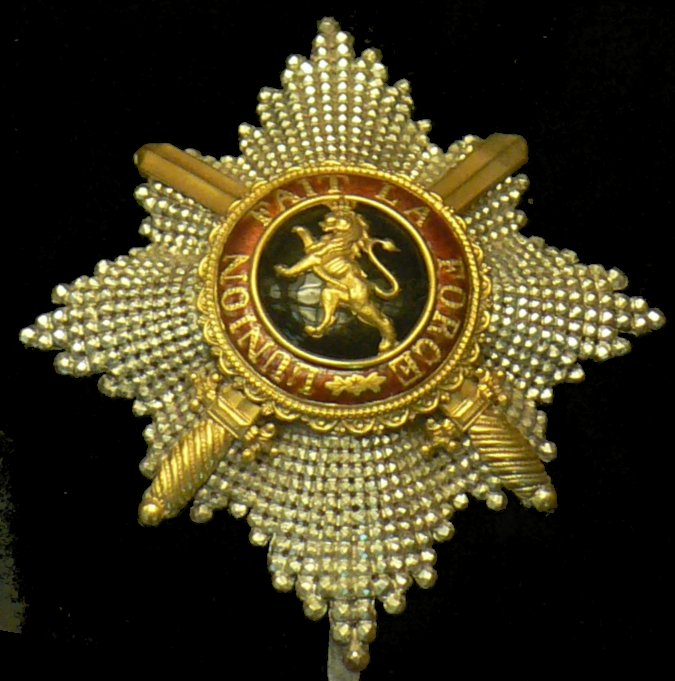
Ordre de Léopold, haute distinction belge

Dans une majorité des différentes armées, des médailles ou décorations sont décernées pour récompenser le mérite, l'expérience ou la participation à une mission. Elles peuvent être décernées par un pays ou une organisation internationale, qui gère des missions militaires, telle que l'ONU ou l'OTAN.
Certaines médailles peuvent être attribuées à des civils ou à des militaires pour services rendus à la société civile ou à un pays.